# Peter Brock (numismatiker)
Peter Michael Johan Brock, född 9 februari 1842 i Köpenhamn, död där 7 november 1906, var en dansk numismatiker och museiman. 
Brock blev filosofie doktor 1874 samt inspektör och slottsförvaltare vid De Danske Kongers Kronologiske Samling på Rosenborgs slott 1883, efter att tidigare under många år ha varit knuten till samlingarna. Brock utgav 1874 Numismatiske Undersøgelser betræffende den senere rom. Kejsertid. Tidigare hade han utgivit Beskrivelser over C. J. Thomsen’s romerske og græske Mønter (1866 och 1869, på franska). Vidare utgav han vägledningar till Rosenborgssamlingen och 1881–1883 Historiske Efterretninger om Rosenborg I–III.